# Gosnell
Gosnell es una ciudad ubicada en el condado de Misisipi en el estado estadounidense de Arkansas. En el Censo de 2010 tenía una población de 3548 habitantes y una densidad poblacional de 807,72 personas por km².

## Geografía
Gosnell se encuentra ubicada en las coordenadas 35°57′53″N 89°58′6″O / 35.96472, -89.96833. Según la Oficina del Censo de los Estados Unidos, Gosnell tiene una superficie total de 4.39 km², de la cual 4.39 km² corresponden a tierra firme y (0%) 0 km² es agua.

## Demografía
Según el censo de 2010, había 3548 personas residiendo en Gosnell. La densidad de población era de 807,72 hab./km². De los 3548 habitantes, Gosnell estaba compuesto por el 72.86% blancos, el 22.01% eran afroamericanos, el 0.42% eran amerindios, el 0.99% eran asiáticos, el 0% eran isleños del Pacífico, el 1.61% eran de otras razas y el 2.11% pertenecían a dos o más razas. Del total de la población el 3.49% eran hispanos o latinos de cualquier raza.